# Podium Klassiek
Podium Klassiek (voorheen Podium Witteman) is een televisieprogramma van de NTR en wordt iedere zondag (behalve in de zomermaanden) uitgezonden op NPO 2. Het programma over klassieke muziek wordt gepresenteerd door Floris Kortie. Cor Bakker en Sven Figee wisselen elkaar af als huispianist. Het ensemble Fuse treedt als huisband gemiddeld eens in de drie weken op.

## Podium Witteman
In Podium Witteman interviewde Witteman muzikale gasten en traden orkesten en koren op. Onder de naam Podium Witteman in de klas werden fragmenten van de uitzendingen via Schooltv aangeboden voor scholen. In het programma werd jaarlijks de Edison voor klassieke muziek uitgereikt. Podium Witteman wordt wel eens gezien als het mooiste televisieprogramma dat Paul Witteman ooit heeft gemaakt. In Podium Witteman was Floris Kortie een sidekick die de kijker opvallende muzikale filmpjes liet zien. Daarnaast verzorgde Mike Boddé een originele muzikale rubriek als huispianist.

### Doorstart
Op zondag 15 mei 2022 werd de laatste aflevering uitgezonden met Witteman die eerder die maand aankondigde te stoppen. In augustus 2022 werd bekend dat Witteman werd opgevolgd door Dieuwertje Blok en Floris Kortie. Het programma beleefde na het vertrek van Witteman een moeizame doorstart. Blok moest wegens ziekte noodgedwongen stoppen met de presentatie en Mike Boddé, die zijn act steeds verder uitbreidde, verdween na jarenlang een markante rol te hebben gespeeld. Kortie ging als solo-presentator verder met afwisselend Cor Bakker of Sven Figee als huispianist.

## Muziek
Als beginmuziek en in de onderbrekingen wordt het eerste deel van het Strijksextet in d klein, op. 70 (Souvenir de Florence) (Allegro con spirito) van Pjotr Iljitsj Tsjaikovski gebruikt.

## Masterclass
Naast de reguliere uitzendingen worden er ook enkele uitzendingen per jaar onder de naam Podium Klassiek Masterclass uitgezonden. Hierbij geeft een muzikant een masterclass aan, met name jonge, andere muzikanten.